# Björn Lundquist
Björn Viktor Emil Lundquist, född den 13 februari 1941 i Solna församling i Stockholms län, är en svensk militär.
Björn Lundquist blev officer 1963 och kapten vid Jämtlands fältjägarregemente 1971. Han var kompanibefäl vid Arméns jägarskola 1972–1975 och befordrades till major 1974. Åren 1975–1977 tjänstgjorde han vid Lapplands jägarregemente och studerade 1977–1979 vid Militärhögskolan. Han befordrades 1980 till överstelöjtnant. År 1986 befordrades han till överste och var chef för Norrlands dragonregemente 1986–1989. År 1989 befordrades han till överste av första graden samt var befälhavare för Kiruna försvarsområde och chef för Lapplands jägarregemente 1989–1997. Han var chef för utbildning i Arméledningen i Högkvarteret 1997–1998, tillförordnad chef för Norra arméfördelningen 1998–1999 och chef för Operationsledningen i Norra militärområdet 1999–2000.
Därefter lämnade han Försvarsmakten och var 2000–2002 projektchef och 2002–2003 verkställande direktör på Progressum. Från 2003 drev han den enskilda firman Mot Norr i Kiruna.